# Periodikum
Periodikum či periodická publikace, v určité souvislosti též periodická tiskovina je dokument, který je vydáván v pravidelném intervalu. Periodikem jsou například publikace vycházející denně, dvakrát či třikrát týdně (noviny), anebo s nižší periodicitou jako týdeník, obtýdeník, měsíčník, dvouměsíčník, jednou či dvakrát do roka (časopis, ročenka). Periodikum vydávané nepravidelně bývá vydavatelem označováno jako občasník, ovšem je-li vydáváno nebo šířeno na území České republiky, musí i tak splňovat ustanovení tiskového zákona.
Periodikem, resp. periodickým tiskem se dle zákona 46/2000 Sb. (tiskový zákon) podle § 3 odstavec a) myslí: „noviny, časopisy a jiné tiskoviny vydávané pod stejným názvem, se stejným obsahovým zaměřením a v jednotné grafické úpravě nejméně dvakrát v kalendářním roce“.
Periodikum čili periodická publikace je slovy odborníků z oboru „Dokument vydávaný postupně v samostatných částech spojených společným názvem, označením posloupnosti (např. průběžným číslováním), jednotnou úpravou a obsahovým zaměřením v pravidelných intervalech se záměrem stálého pokračování, např. noviny, časopisy, periodické sborníky.“
Zvláštním typem periodicky vydávané publikace je ročenka čili „seriálová publikace vydávaná zpravidla jednou ročně. Poskytuje přehledné informace různého druhu, zejm. představuje výsledky činnosti za příslušný rok, a to ve stručné popisné nebo statistické formě a ve vztahu k určité zemi, regionu, instituci, oboru nebo předmětu (např. ročenky statistické, událostí roku, bibliografické, fotografické, institucionální aj.). Příkladem statistické ročenky může být Zdravotnická ročenka České republiky. Jako ročenky vycházejí rovněž doplňkové svazky některých encyklopedií.“
Elektronické periodikum čili internetové periodikum je v oborové terminologii „periodická publikace, často odborná, která je přístupná v elektronické podobě a obvykle distribuovaná v síti internet. Může mít souběžné vydání nebo historického předchůdce v tištěné podobě. K elektronickým periodikům patří zejména elektronické časopisy a elektronické noviny.“
Obecně lze říci, že zatímco vyšší periodicita je svázána s vyšší aktuálností periodika (noviny), nižší periodicita bývá spojena s užším tematickým zaměřením periodika (časopisy), příp. s vyšší odborností (odborné časopisy, vědecké časopisy).
Z hlediska čtenářského určení může být periodikum určeno širšímu okruhu čtenářů (zpravidla noviny, společenské časopisy, např. Reflex), čtenářům preferujícím určité téma (např. Ateliér, Český zápas,  Ekonom, Hospodářské noviny, Chovatel, Katolický týdeník, Ptačí svět, Revolver Revue, Roverský Kmen, Sport, Vesmír, Zahrádkář, Živa atp.), téma a způsob práce s informacemi (např. týdeník Respekt komentující aktuální dění ve společnosti včetně domácí a zahraniční politiky či ekonomiky, reportážně-investigativní měsíčník Reportér, 100+1 zahraniční zajímavost atp.) aj.
Zatímco neperiodickým publikacím (knihy, neperiodické sborníky aj.) je přidělováno mezinárodní standardní číslo knihy čili ISBN, periodikům je přidělováno mezinárodní standardní číslo seriálové publikace čili ISSN (termín „seriál“ je synonymem k termínu „periodikum“), přičemž přidělování ISBN, ISSN aj. je v ČR dobrovolné a účast v systému mezinárodní registrace přináší vydavatelům kromě řady zásadních oborových výhod i výhodu propagace.